# Projekt 317
Projekt 317 (v kódu NATO třída Alesha) byla třída minonosek sovětského námořnictva. Plavidla sloužila ke kladení námořních min a sítí, dále jako zásobovací a velitelská polavidla minolovek. Celkem byly postaveny tři jednotky této třídy. Vyřazeny byly v průběhu 90. let 20. století.

## Stavba
Celkem bylo v letech 1961-1970 loděnicí SMZ v Sevastopolu postaveny tři jednotky této třídy pojmenované Suchoma, Vyčegda a Pripjať.
Jednotky projektu 317:
| Jméno   | Založení kýlu | Spuštěna | Vstup do služby   | Status        |
| ------- | ------------- | -------- | ----------------- | ------------- |
| Suchoma | 1961          | 1962     | 23. března 1967   | vyřazena 1996 |
| Vyčegda | 1963          | 1964     | 31. prosince 1968 | vyřazena 1993 |
| Pripjať | 1966          | 1967     | 29. prosince 1970 | vyřazena 1995 |

## Konstrukce
Elektroniku tvořil vzdušný vyhledávací radar MR-302 Rubka (v kódu Strut Curve), navigační radar Don-2, střelecký radar MR-103 Bars (v kódu NATO Muff Cob) a sonar proti potápěčům MG-5. Výzbroj tvořily čtyři dvouúčelové 57mm kanóny ZIF-75 v dělové věži na přídi. Na plošině na zádi mohla plavidla nést až 300 námořních min umístěných ve čtyřech řadách. Alternativně mohla záď sloužit k přepravě rozměrných nákladů. Pohonný systém tvořily čtyři diesely o výkonu 5966 kW, pohánějící dvojici lodních šroubů. Nejvyšší rychlost dosahovala 17 uzlů. Dosah byl 8500 námořních mil při rychlosti 8 uzlů. Autonomie dosahovala 15 dnů.

### Modernizace
Suchoma byla roku 1994 upravena na nákladní loď. Dělová věž byla demontována.